# Actinodaphne montana
Actinodaphne montana är en lagerväxtart som beskrevs av James Sykes Gamble. Actinodaphne montana ingår i släktet Actinodaphne och familjen lagerväxter. Inga underarter finns listade i Catalogue of Life.